# Jean Brian
Pour les articles homonymes, voir Brian.
Jean Brian est un caricaturiste, dessinateur, illustrateur, affichiste et peintre français né le 24 août 1910 à Embrun (Hautes-Alpes) et mort le 29 janvier 1990 à Corenc (Isère).

## Biographie
Ses origines familiales sont haut-alpines (vallée de la Clarée et Embrunais). Il nait à Embrun où son père est chasseur alpin. Orphelin de père en 1915 à l'âge de 5 ans, il est adopté comme pupille de la Nation en 1919.
Il résidera presque toute sa vie en région grenobloise, où sa famille s'est établie durant son enfance.
Muni de son baccalauréat, il entre très tôt dans la vie active : atelier d'imprimerie, bureau d'architecte, caricaturiste de rue place du Tertre à Paris… Des dessins humoristiques portés au Petit Dauphinois, aux journaux parisiens Ric et Rac, Marianne, Gringoire, L'Auto, Le Petit Radio, lui amènent ses premiers succès.
La Seconde Guerre mondiale suspend pour un temps sa carrière. Après la Libération, il reprend ses livraisons : au Dauphiné libéré, aux Affiches de Grenoble et du Dauphiné, à L'Équipe, au Hérisson, au Rire, à Ici Paris, Marius, L'Almanach Vermot, L'Essor, à l'hebdomadaire Aux écoutes du monde, à la revue Vendre, ainsi qu'à des périodiques suisses : La Patrie Suisse, L'Illustré, Pour tous… Il poursuivra cette activité journalistique toute sa vie.
En 1948 un album, Noix de Grenoble : 150 caricatures, rassemble ses caricatures de personnalités locales.
Sa production comprend également l'illustration d'ouvrages, de partitions, la création de cartes postales, la décoration d'objets, et la réalisation d'affiches. Pour cette dernière activité, il fonde son propre studio de publicité.
Il est inhumé au cimetière Saint-Roch de Grenoble, parmi « les personnages d'importance régionale ».
Dix ans après sa mort, 450 dessins et aquarelles sont vendus aux enchères.

## Expositions
Dès 1936, il présente ses œuvres à l'exposition annuelle des peintres de montagne (Grenoble), aux côtés de Samivel et Léon Borgey.
Des expositions posthumes lui sont consacrées, en tout ou partie :
- 1991 : Une carrière en dessins : Jean Brian  (1910-1990), Bibliothèque d'étude et du patrimoine, Grenoble
- 1992 : Exposition Brian, Bibliothèque municipale, Grenoble
- 2013 : Affiches Lustucru au Musée de la viscose, Échirolles[7].

## Œuvre
Outre ses dessins et caricatures de presse, qui représentent le plus souvent des figures régionales, mais également des personnages de notoriété plus large (De Gaulle, Sacha Guitry, Fernandel, le clown Grock, Raymond Barre, Micheline Rambaud, la cinéaste de l'Expédition féminine de 1959 au Népal), Jean Brian a produit aussi des œuvres spécifiques :

### Ouvrages
- En 1940, il illustre le livre posthume de l'écrivain, poète et journaliste Antoine Chollier Fait-d'hiver : Suivi de quelques nouvelles. Dessin de Jean Brian[8].

- En 1945, il est co-auteur avec Yves Krier, et illustrateur, de  Bournazel : l'homme rouge du Riff et du Tafilalet[9].

- En 1948, il publie un album, Noix de Grenoble : 150 caricatures, qui rassemble ses caricatures de personnalités principalement locales, dont le comique troupier Bach, créateur de la chanson Quand Madelon..., Andry-Farcy artiste et conservateur de musée, le général Jean Vallette d'Osia, Albert Reynier, résistant devenu préfet, Albert Michallon, maire de Grenoble[10]. Selon Maurice Wantellet dans son ouvrage Deux siècles et plus de peinture dauphinoise (1987), « les autorités, les magistrats, les garçons de café, les artistes, les sportifs, les commerçants, les bourgeois, l'homme de la rue, personne ne trouve grâce devant son crayon hardi »[1].

- Une suite parait en 1980 sous le titre Noix de Grenoble : récolte 1980, comprenant notamment les maires de Grenoble Hubert Dubedout et Alain Carignon, le pilote de rallyes Bob Neyret[11].

- En collaboration avec le docteur Jean Fayollat, il publie, en 1958 Quand Hippocrate sourit : Illustrations de Jean Brian[12], suivi en 1963 de Hippocrate chez ses malades : Illustrations de Jean Brian[13].

- En 1964, il illustre de 71 croquis l'ouvrage Les Problèmes de la circulation : en France et dans le monde de Maurice Barisien, un des responsables de la Prévention routière[14].

- En 1976, il illustre le recueil de poèmes L'amour saint d'Emma Louis[15].

- En 1980 :
  - Il est co-auteur avec Ernest Luguet de Fanfiournes et pimprenelles : petites histoires du terroir[16].
  - Il co-signe avec Nicolas Pogarieloff, professeur de russe, Le petit russe de poche[17].

- En 1985, il est co-auteur avec Roger Comte de L'Alpe d'Huez : 50 ans d'histoires vécues[18].

- En 1991, soit l'année suivant sa mort, parait avec ses illustrations Noël le Jeune : contes pour Noël, d'André Bonafos[19].

### Cartes postales
La demande de cartes postales de fantaisie étant alors forte, il en a créé un grand nombre. Ses thèmes favoris sont les sports de montagne (ski, escalade, randonnée), les vacances, les scènes de genre. Il en a publié un recueil.
Quelques exemples :
- Nombreuses scènes d'extérieur cocasses
- Des souvenirs de villes et régions
- Des cartes "à système"
- La mise en service mouvementée du nouveau téléphérique de Grenoble (1976)
- Le 8e salon de la carte postale de Grenoble (1985)
- La Prévention routière

### Affiches
- Sa première affiche date de 1945, en l'honneur de la 4e Division marocaine de montagne, qui a séjourné à Grenoble[1].
- Suivent alors des affiches commerciales, notamment[1] : 
  - Super-triporteur Cyclauto, "sans essence, sans chaine, sans peine"
  - Autocars de La Mure vers N-D de La Salette
  - Cycle Libéria
  - Chaussures Le Trappeur
  - Vêtements Ploussu
  - Bière Alpenbräu
  - Engrais dauphinois
  - Série Or et argent de la Loterie nationale

- C'est surtout dans la communication événementielle qu'il a ses plus gros succès[1] : 
  - Championnats de boxe
  - Championnats de hockey sur glace
  - Le Critérium du Dauphiné libéré
  - La Traversée du Vercors
  - En 1967, il remporte le concours lancé pour la création et la réalisation de l'affiche officielle des Jeux olympiques d'hiver de 1968 à Grenoble. Elle représente les anneaux olympiques dévalant "tout schuss" une pente de neige. Elle sera tirée à 170 000 exemplaires, et déclinée en plusieurs langues[21],[22],[23],[24].
  - L'affiche Les grandes heures de Grenoble immortalise la panne survenue en 1976 sur le nouveau téléphérique de Grenoble Bastille le jour de son inauguration, incident qui ne fit ni victime ni blessé, mais qui impliqua l'hélitreuillage par la Sécurité civile d'une cinquantaine de personnes. Jean Brian a ostensiblement choisi le mode humoristique et le style "à la Dubout"[25].

### Divers
Il a aussi produit des aquarelles, des affichettes, des stickers, illustré des partitions et décoré divers objets.

## Collections publiques
- La bibliothèque Forney, bibliothèque de la ville de Paris spécialisée dans les arts décoratifs, les métiers d’art et leurs techniques, les beaux-arts et les arts graphiques, détient 5 affiches de Jean Brian et 2 ouvrages illustrés par lui[26].
- Le Musée national du Sport à Nice possède dans sa collection l'affiche officielle des "Xe Jeux olympiques d'hiver Grenoble 1968"[21].
- Le Musée olympique à Lausanne également[23].
- Elle est aussi au Victoria and Albert Museum de Londres[24].
- Le Musée dauphinois la montre dans son exposition permanente Le rêve blanc. L'épopée des sports d'hiver dans les Alpes.

Ce musée possède également l'affiche promotionnelle du Critérium du Dauphiné libéré de 1975.
- À la Bibliothèque nationale de France, Département des Arts du spectacle, le « fonds Dupuy, Françoise et Dominique (danse) – Créations chorégraphiques » conserve 6 dessins au crayon de Jean Brian, datant des années 1950, consistant principalement en dessins de costumes[28].